# Лукашов Іван Іванович
Лукашов Іван Іванович (нар.25 жовтня 1901 — пом.26 травня 1970) — український епізоотолог, професор, доктор ветеринарних наук, заслужений діяч науки УРСР, член-кореспондент ВАСГНІЛ, завідувач кафедри епізоотології Харківського ветеринарного інституту.

## Із життєпису
Іван Іванович народився 25 жовтня 1901 року у містечку Опішня Зіньківського повіту Полтавської губернії.
З 1921 по 1926 роки навчався у Харківському ветеринарному інституті.
З 1926 по 1929 роки був аспірантом Харківського ветеринарного інституту при кафедрі  епізоотології, виконуючий обов'язки ординатора інфекційної клініки.
Протягом 1929-1930 років асистент Харківського ветеринарного інституту.
З 1930 по 1931 роки  працював доцентом кафедри спеціальної бактеріології Харківського ветеринарного інституту.
Протягом 1931-1941 років був завідувачем кафедри епізоотології з інфекційною клінікою  Харківського ветеринарного інституту.
У 1940 році Іван Іванович захистив дисертацію на тему: «Туберкулез лошади»; присуджено науковий ступінь доктора ветеринарних наук; присвоєно вчене звання професора.
З 1941 по 1942 роки під час евакуації був завідувачем кафедри паразитології Саратовського зооветеринарного інституту.
Протягом 1942-1944 років працював завідувачем кафедри патології та терапії з клінічною діагностикою Киргизького сільськогосподарського інституту (м. Фрунзе).
Протягом 1944-1960 років працював завідувачем кафедри епізоотології Харківського ветеринарного інституту.
У 1948 році президія Верховної ради УРСР присвоїла почесне звання «Заслужений дія науки УРСР».
У 1949 році став членом КПРС.
У 1956 році був обраний членом-кореспондентом ВАСГНІЛ.
Протягом 1960-1970 років був завідувачем кафедри епізоотології Харківського зооветеринарного інституту.
26 травня 1970 року пішов із життя. Похований у с. Мала Данилівка.
Дослідження присвячені питанням епізоотології, діагностики, профілактики та заходам боротьби з хронічними хворобами (інфекціями): туберкульозом, паратуберкульозом, атрофічним ринітом, а також вірусними хворобами (інфекційний енцефаломієліт коней, віспа свиней, хвороба Ауєскі, ящур та інші).

## Праці
Автор ряду підручників та монографій з епізоотології. Найголовніші роботи:
- Туберкульоз сільськогосподарських тварин. — Киïв: Держсільгоспвидав УРСР, 1952. — 97 с.
- Стригучий лишай сільськогосподарських тварин. — Киïв: Держсільгоспвидав УРСР, 1953. — 28 с.
- Інфекційні хвороби. — Киïв: Держсільгоспвидав УРСР, 1960. — 178 с. — (Б-ка вет. фельдшера).
- Загальна і спеціальна епізоотологія: підручник для студентів вет. ін-тів і фак. — Киïв: Урожай, 1969. — 495 с.

## Нагороди
- Ордени «Знак Пошани» (1944, 1945)
- Медаль «За доблесну працю в Великій Вітчизняній Війні 1941—1945 рр.» (1946)

- Ордени Трудового Червоного Прапора (1952, 1958)